# Довидайтис, Пранас
Пранас Довидайтис (лит. Pranas Dovydaitis; 2 декабря 1886, Сувалкская губерния, Царство Польское, Российская империя — 4 ноября 1942, Свердловск, РСФСР) — литовский учёный и государственный деятель, премьер-министр Литвы (1919).

## Биография
Родился 2 декабря 1886 года в деревне Рункяй в Сувалкской губернии.
Сначала учился дома, затем посещал начальную школу Вишакиса Руда. В 1904 году поступил в Вейверскую учительскую семинарию, откуда в 1905 году за участие в революционных событиях был исключён со 2-го курса. В 1908 году, сдав экстерном экзамены в Мариямпольскую гимназию, поступил на юридический факультет Московского университета, который окончил в 1912 году. В студенческие годы работал журналистом в газетах и журналах, таких как «Аушрине» («Рассвет»).
После возвращения в Литву в 1913 году редактировал поочередно журналы «Viltis» (Надежда) и «Saulės» (Солнце), где сотрудничал с Антанасом Сметоной, с которым у него начались конфликты из-за несовпадающих политических взглядов.
Во время Первой мировой войны в 1915 году он переехал в Ковно. С 1916 года преподавал в Ковенской гимназии. Во время немецкой оккупации гимназию предполагалось укрупнить, но Довидайтис категорически воспротивился этому и был уволен со службы.
С 18 по 22 сентября 1917 года он был участником Вильнюсской национальной конференции, на которой начался процесс создания Литовского государства, независимого от Российской империи, Польши и Германской империи. В 1918 году избран от христианско-демократической партии в Литовскую Тарибу, вместе с остальными членами которой подписал 16 февраля того же года Акт о независимости Литвы. В следующем году после отставки Миколаса Слежявичюса в течение месяца возглавлял правительство страны.
Затем вернулся к преподавательской деятельности — сперва в гимназии и на высших курсах в Каунасе, а с 1922 года стал профессором философии истории вновь учрежденного Литовского университета. Во время своей преподавательской деятельности, продолжавшейся до 1940 года, он также был секретарём Сената университета и секретарём теолого-философского факультета. В 1935 году ему было присвоено звание почётного доктора философии. В 1925–1927 годах возглавлял католическую молодежную организацию «Атейтининкай». С 1931 года был заместителем председателя редакционной коллегии «Литовской энциклопедии».
После включения Литвы в состав СССР, теолого-философский факультет был закрыт и 16 июля 1940 года Довидайтис был уволен. Жил в селе Пренай под Чекишке в Каунасском районе, где имел 20 гектаров земли. Утром 14 июня 1941 года его вместе с семьей арестовали, перевезли в Каунас, оттуда вместе с другими депортированными — в Старобельск. Затем он был в лагере на Урале; 13 июля 1942 года вместе с 30 другими заключенными он был доставлен в Свердловск, где ему было предъявлено обвинение в контрреволюционной деятельности; 4 ноября 1942 года приговорён к расстрелу по статье 58 УК РСФСР.
Прокуратура Литовской ССР 28 февраля 1969 года подтвердила обвинение П. Довидайтиса, а 16 января 1989 года он был реабилитирован; 7 мая 2000 года католической церковью (папой Иоанном Павлом II) был признан мучеником.